# Односи Србије и Малтешког Витешког Реда
Односи Србије и Малтешког Витешког Реда су инострани односи Републике Србије и Сувереног војног болничког реда Светог Јована Јерусалимског од Родоса и од Малте.
Малтешки Витешки Ред има статус субјекта међународног права, иако нема сопствену територију.

## Билатерални односи
Дипломатски односи су успостављени 11. маја 2001. године.
Председник Борис Тадић посетио је МВР октобра 2006.
На завршној прослави 1700-те годишњице Миланског едикта у Нишу, амбасадор Ди Лука је од стране патријарха Иринеја одликован орденом цара Константина.

### Дипломатски представници

#### у Београду
- Алберто ди Лука, амбасадор, 2010—
- Штефан Фалеж, амбасадор, 2003—